# Thornography
Albums de Cradle of Filth
Nymphetamine
(2004) Eleven Burial Masses
(2007)
Thornography est le septième album studio du groupe de metal extrême britannique Cradle of Filth sorti le 16 octobre 2006 sous le label Roadrunner Records. "Thornography" est un mot-valise: il s'agit de la contraction entre les mots "thorn" (qui signifie "épine" en anglais) et "pornography". Les pianos, très présents dans leur opus précédent, Nymphetamine, ont quasiment totalement disparu sur cet album. Au début de l'année 2008 sort une version en édition limitée de l'album, elle est intitulée Harder Darker Faster. Six pistes y sont ajoutées par rapport à la version originale.

## Pistes
| No  | Titre                                                                          | Durée |
| --- | ------------------------------------------------------------------------------ | ----- |
| 1.  | Under Pregnant Skies She Comes Alive Like Miss Leviathan (intro instrumentale) | 1:40  |
| 2.  | Dirge Inferno                                                                  | 4:53  |
| 3.  | Tonight in Flames                                                              | 5:56  |
| 4.  | Libertina Grimm                                                                | 5:51  |
| 5.  | The Byronic Man (avec Ville Valo de HIM)                                       | 5:03  |
| 6.  | I Am the Thorn                                                                 | 7:06  |
| 7.  | Cemetery and Sundown                                                           | 5:37  |
| 8.  | Lovesick for Mina                                                              | 7:00  |
| 9.  | The Foetus of a New Day Kicking                                                | 3:43  |
| 10. | Rise of the Pentagram (instrumental)                                           | 7:02  |
| 11. | Under Huntress Moon                                                            | 6:58  |
| 12. | Temptation (reprise du groupe Heaven 17 avec Harry, Dirty Harry)               | 3:47  |
| 13. | HW2 (reprise du groupe Samhain - Japon)                                        | 3:38  |

## Formation
- Dani Filth - vocaux
- Paul Allender - guitare
- Charles Hedger - guitare
- Dave Pybus - basse, vocaux sur Halloween II
- Adrian Erlandsson - Batterie
- Doug Bradley - narration sur les titres 3 & 10
- Sarah Jezebel Deva - vocaux
- Mark Newby-Robson - claviers (édition originale), claviers sur "Courting Baphomet" et "Devil to the Metal" (édition spéciale)
- Daniel Presley - arrangement orchestral, composition et arrangement sur "Murder in the Thirst"
- Christopher Jon - claviers (édition originale), clavier sur "The Snake-Eyed and the Venomous" (édition spéciale)
- Chris Rehn - composition et clavier sur "Under Pregnant Skies She Comes Alive Like Miss Leviathan", arrangement orchestral sur "Stay"
- Tommy Rehn - arrangement sur "Under Pregnant Skies...", arrangement orchestral sur "Stay"
- Veronica Rehn - vocaux sur "Under Pregnant Skies..."
- Tony Konberg, Tommy Rehn, Chris Rehn, Hanna Tornqvist and Linnea Kibe - vocaux sur "Under Pregnant Skies..."
- Rob Caggiano - producteur, batterie "Stay", vocaux sur Halloween II
- Dan Turner - ingénieur du son
- Aric Prentice, Keith Halliday, Charlie Jenkins, Moira Johnson, Ruth Nixon, Chris Mitchell, Rachel Line, William Harrison, Sophie Allen, Laela Adamson - chœurs
- Laura Reid - violoncelle
- Martin Walkyier - vocaux sur "The Snake-Eyed and the Venomous"

## Composition de l'album
- Paroles: Dani Filth
- Musique: Cradle of Filth (sauf The Foetus of a New Day Kicking par: Paul Allender).